# Nealchornea yapurensis
Nealchornea yapurensis là một loài thực vật có hoa trong họ Đại kích. Loài này được Jacques Huber mô tả khoa học đầu tiên năm 1913 và là loài điển hình của chi Nealchornea. Loài cây gỗ này là bản địa đông Colombia, Peru, Ecuador và bang Amazonas ở Brasil.